# Cataysia

Mapa del mundo en el límite Carbonífero-Pérmico (hace unos 300 millones de años) que muestra a Cataysia (rosa).

Cataysia era un microcontinente o un grupo de terrenos que se separaron de Gondwana durante el Paleozoico tardío. En su mayoría corresponden al actual territorio de China, que se dividió en los bloques del norte y sur de China.

## Terminología
Los términos 'Cataysia', 'Cataysialandia' y 'Cathaysia Terrane' han sido utilizados por varios autores para diferentes bloques continentales o terrenos y ensamblajes de los mismos. Durante el Devónico, los continentes del sur de China e Indochina se habían separado de Gondwana y chocaron durante el Carbonífero para finalmente formar un superterrano en el Pérmico. 'Cataisia' se ha utilizado para algunas o todas las constelaciones involucradas en este viaje tectónico. Por ejemplo, en Li et al., 2008, el sur de China se formó a partir de la fusión de los «bloques Yangtsé y Cataysia», mientras que Scotese y McKerrow, 1990 agrupa el norte de China, el sur de China e Indochina en los «terrenos cataysianos».
Cataysia, sensu Scotese, son algunos de los casi 70 microcontinentes que están involucrados en la formación de Asia. Además, Cataysia, tanto en el sentido de Scotese como Li y otros, se agrupa entre los «vagabundos solitarios» de Meert, 2014 –continentes más pequeños cuya posición varía drásticamente entre las reconstrucciones de placas.

## Paleoclima
Durante el Pérmico, Cataysia o bien China del Sur estaba ubicada cerca del Ecuador y dentro del Océano Paleo-Tetys junto con el continente del Norte de China y estos dos pequeños continentes comparten lo que a menudo se llama las «floras y faunas cataysianas» (en contraste con las «floras de Gondwana y faunas»). Cuando el norte y el sur de China chocaron durante el Triásico Tardío, el océano Qinling se cerró. El sur de China estaba cubierto de bosques de carbón formados por helechos semilleros del orden Callistophytales, mientras que Lycopodiophytes, parecidos a árboles, sobrevivieron hasta el Pérmico.